# José Sánchez-Covisa
José Sánchez-Covisa y Sánchez-Covisa (Huete, 1881-Caracas, 1944) fue un dermatólogo, profesor y político español.

## Biografía

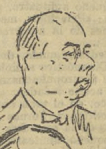
Retrato de Sánchez-Covisa (El Liberal, 1927)

Nació en 1881 en el municipio conquense de Huete. Estudió en la Universidad Central de Madrid. Dedicado profesionalmente a la dermatología, fue socio fundador de la Sociedad Española de Dermatología y Sifiliografía —precedente de la actual Academia Española de Dermatología y Venereología—, de la que fue primer secretario general y presidente de honor. En 1926 ganó por oposición la Cátedra de Dermatología y Sifilografía de la Facultad de Medicina de Madrid.
Como político obtuvo escaño de diputado en las Cortes Constituyentes de la Segunda República por la circunscripción de Cuenca con el partido Derecha Liberal Republicana de Alcalá-Zamora, aunque posteriormente militaría en Acción Republicana e Izquierda Republicana, cercanos a Azaña.
Durante la Guerra Civil se mantuvo leal a la República y, en agosto de 1936, asumió el cargo de director del Hospital Clínico de Madrid. En noviembre abandonó la capital rumbo a París, pero regresó a Valencia para después instalarse en Barcelona donde ejerció la docencia. Al final de la guerra, a petición del presidente Negrín, volvió brevemente a Madrid. Con la guerra perdida huyó a París y, tras pasar por Nueva York, se exilió definitivamente en Venezuela. Allí continuó ejerciendo la dermatología. Falleció en Caracas el 23 de junio de 1944.